# Acomys louisae
Acomys louisae är en däggdjursart som beskrevs av Thomas 1896. Acomys louisae ingår i släktet taggmöss och familjen råttdjur. IUCN kategoriserar arten globalt som livskraftig. Inga underarter finns listade. Arten är uppkallad efter Louise Lort Phillips som vara hustru till en brittisk storviltjägare. Hon ordnade den zoologiska samlingen som innehöll gnagarens holotyp.
Acomys louisae blir 90 till 99 mm lång (huvud och bål) och svansen är lite eller tydlig längre. På ovansidan förekommer gråbrun till rödbrun päls och pälsen på undersidan är vit. I ovansidans päls är flera taggar inblandade och fram till kroppssidorna blir taggarna mjukare, ungefär som en borst. Det finns en tydlig gräns mot den mjuka vita pälsen på undersidan. Arten har öron med mörk hud och insidan är täckt av några korta vita hår. Även svansen är uppdelad i en gråbrun ovansida samt en vit undersida.
Denna taggmus förekommer vid Afrikas horn i Somalia och angränsande regioner av Etiopien, Kenya och Djibouti. Arten vistas främst i låglandet. Habitatet utgörs av torra savanner och andra gräsmarker. Acomys louisae äter huvudsakligen insekter.
På grund av tändernas konstruktion som avviker från tänderna av andra arter i samma släkte listas arten vanligen i ett eget undersläkte, Peracomys.